# Vexillum

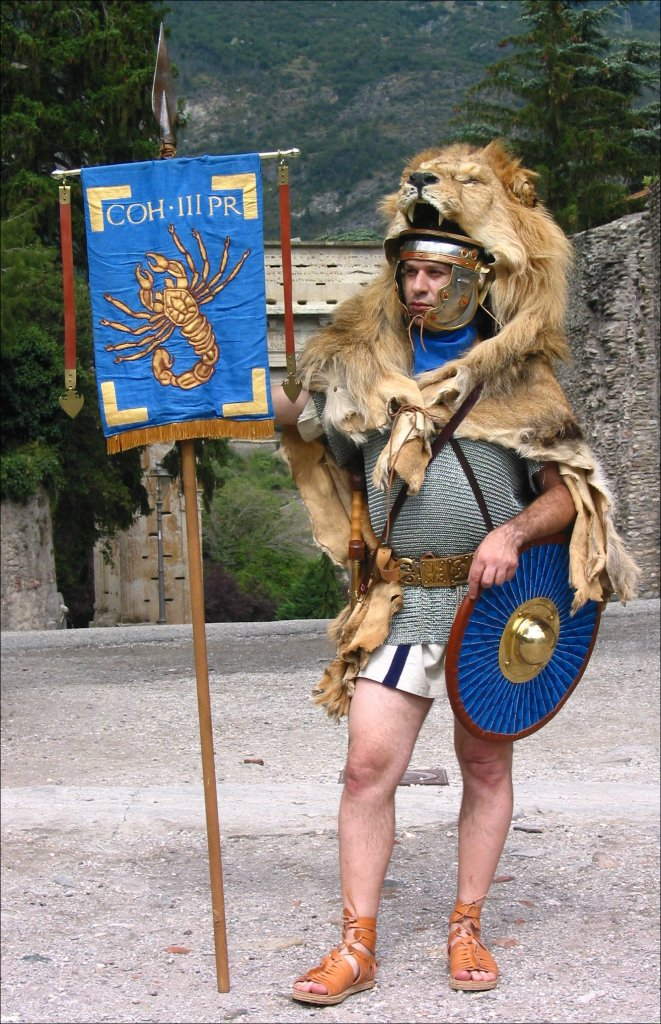
Vexillum. Reconstruire modernă. Fotografia: Associazione Culturale Cisalpina — Cohorta a III-a Praetoria.

Vexillum (plural vexilla) (din latină) era un fel de steag militar care a fost utilizat în epoca clasică a Imperiului Roman de către legiuni. Cuvântul este un diminutiv al cuvântului latin velum (velă, pânză), ceea ce confirmă dovezile istorice (monede și sculptură) că vexilla au fost literalmente mici steaguri. Purtătorul unui vexillum era denumit vexillarius sau vexillifer. Vexillum era un simbol prețuit de unitatea militară pe care o reprezenta și era apărat îndeaproape în timpul luptei.
Aproape toate regiunile de azi din Italia au păstrat utilizarea de vexilla. Multe steaguri creștine de procesiune sunt în formă de vexillum; de obicei, aceste sunt numite labara după un standard adoptat de către primul împărat roman creștin Constantin I.
Termenul Vexillum este de asemenea folosit de către Legiunea Mariei din (latină Legio Mariae). O versiune mai mică este folosită la altar și una mai mare la procesiuni. 